# Morvan
De Morvan, van het Keltische Mar (zwart) en Vand (gebergte), is een bergachtig gebied in Frankrijk. Het ligt in Bourgogne-Franche-Comté, verdeeld over vier departementen: Yonne, Nièvre, Côte-d'Or en Saône-et-Loire. Het is het gebergte dat het dichtst bij Parijs ligt. Sinds 1970 heeft het status als regionaal natuurpark.
Château-Chinon (Ville) wordt beschouwd als de belangrijkste stad van de Morvan.

## Geografie
De Morvan is een middelgebergte, dat eigenlijk een uitloper is van het Centraal Massief. De steensoort die in de bodem het meeste voorkomt is graniet. De hoogste top is de Haut-Folin met een hoogte van 901 m, gevolgd door Mont Préneley met 855 m. Ook de Mont Beuvray, waarop de oude Keltische stad Bibracte wordt opgegraven, hoort met zijn 821 m tot de hoge toppen. De Morvan kent van noord naar zuid vier gebieden: de Bas-Morvan, de Haut-Morvan Collinéen, de Haut-Morvan Montagnard en het licht golvende Land van Luzy. Vooral de Haut-Morvan is bedekt met veel dicht gemengd bos, met daartussen grote weidegebieden. In de Morvan zijn veel waterwerken, waaronder stuwmeren zoals het Lac de Saint-Agnan, het Lac de Pannecière en het Lac des Settons. Er ontspringen enkele rivieren zoals de Yonne, de Arroux en de Cousin. Het regent er (Château-Chinon) gemiddeld 190 dagen per jaar en dat is afgezien van enkele meetstations in Bretagne meer dan enige andere Franse plaats waar gemeten wordt. Doordat industrie ontbreekt, is er nauwelijks luchtvervuiling en weinig lichtvervuiling.

## Economie
Van origine is de Morvan een arm agrarisch gebied met weinig werkgelegenheid. De bosbouw was er traditioneel belangrijk. Tussen 1550 en 1850 kwam het brandhout voor Parijs uit de Morvan. De boomstammen werden via de rivier getransporteerd. Vanaf Clamecy werden de stammen verzameld en als vlot getransporteerd tot Bercy.
In 2008 was de Nièvre, het departement waarin de Morvan voor een deel ligt, het gebied met de grootste ontvolking van Frankrijk. Winkels sluiten omdat er geen opvolging is. Een campagne probeert buitenstaanders, zoals Nederlanders te verleiden om zich als middenstander te komen vestigen. Er zijn voorbeelden van Nederlandse winkeleigenaren, fysiotherapeuten, huisartsen, dierenartsen en mensen in het campingmanagement. Ten opzichte van de periode 1990-2000 zijn leegstaande huizen door nieuwe huiseigenaren traditioneel opgeknapt. De levendigheid is verbeterend en de verpaupering is teruggedrongen.
De Morvan is een streek die qua economie behoorlijk afhangt van de kerstbomencultuur. Dit wordt gezien als landbouw en een bekende naam hierin is de firma Naudet.

## Gemeenten
Gemeenten in Côte-d'Or
- Bard-le-Régulier
- Blanot
- Brazey-en-Morvan
- Bussières
- Champeau-en-Morvan
- Dompierre-en-Morvan
- Juillenay
- Lacour-d'Arcenay
- Liernais
- La Motte-Ternant
- Ménessaire
- Molphey
- Montigny-Saint-Barthélemy
- Précy-sous-Thil
- La Roche-en-Brenil
- Rouvray
- Saint-Andeux
- Saint-Didier
- Saint-Germain-de-Modéon
- Saint-Martin-de-la-Mer
- Saulieu
- Savilly
- Sincey-lès-Rouvray
- Vianges
- Vic-sous-Thil
- Viévy
- Villargoix
- Villiers-en-Morvan

Gemeenten in Nièvre
- Alligny-en-Morvan
- Arleuf
- Bazoches
- Blismes
- Brassy
- Cervon
- Chalaux
- Château-Chinon (Ville)
- Château-Chinon (Campagne)
- Châtin
- Chaumard
- Chiddes
- Corancy
- Dun-les-Places
- Fâchin
- Gâcogne
- Gien-sur-Cure
- Glux-en-Glenne
- Gouloux
- Larochemillay
- Lavault-de-Frétoy
- La Fiole
- Lormes
- Millay
- Luzy
- Marigny-l'Église
- Mhère
- Montigny-en-Morvan
- Montreuillon
- Montsauche-les-Settons
- Moulins-Engilbert
- Moux-en-Morvan
- Onlay
- Ouroux-en-Morvan
- Planchez
- Poil
- Pouques-Lormes
- Préporché
- Saint-Agnan
- Saint-André-en-Morvan
- Saint-Brisson
- Saint-Didier
- Saint-Honoré-les-Bains
- Saint-Léger-de-Fougeret
- Saint-Martin-du-Puy
- Saint-Père
- Saint-Péreuse
- Sémelay
- Sermages
- Vauclaix
- Villapourçon

Gemeenten Saône-et-Loire
- Anost
- Blanot
- Bussières
- La Celle-en-Morvan
- Chiddes
- Chissey-en-Morvan
- Cussy-en-Morvan
- Étang-sur-Arroux
- La Grande-Verrière
- Lucenay-l'Évêque
- La Petite-Verrière
- Roussillon-en-Morvan
- Saint-Léger-sous-Beuvray
- Saint-Prix-en-Morvan
- Sommant
- Uchon

Gemeenten in Yonne
- Asquins
- Chastellux-sur-Cure
- Domecy-sur-Cure
- Foissy-lès-Vézelay
- Fontenay-près-Vézelay
- Island
- Pierre-Perthuis
- Quarré-les-Tombes
- Rouvray
- Saint-Germain-des-Champs
- Saint-Léger-Vauban
- Saint-Père
- Tharoiseau
- Vézelay

## Afbeeldingen

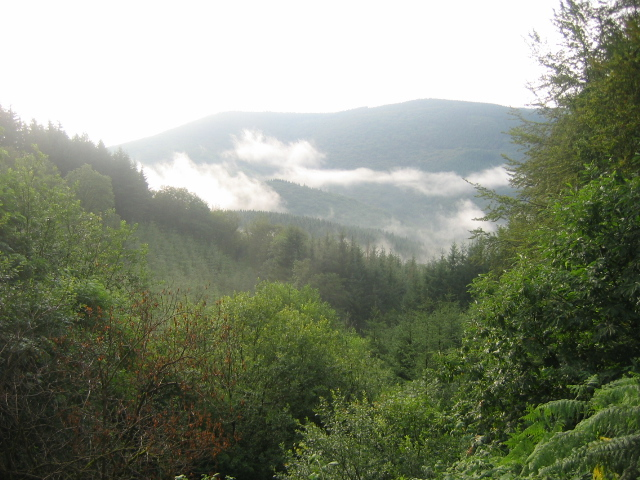
De Morvan
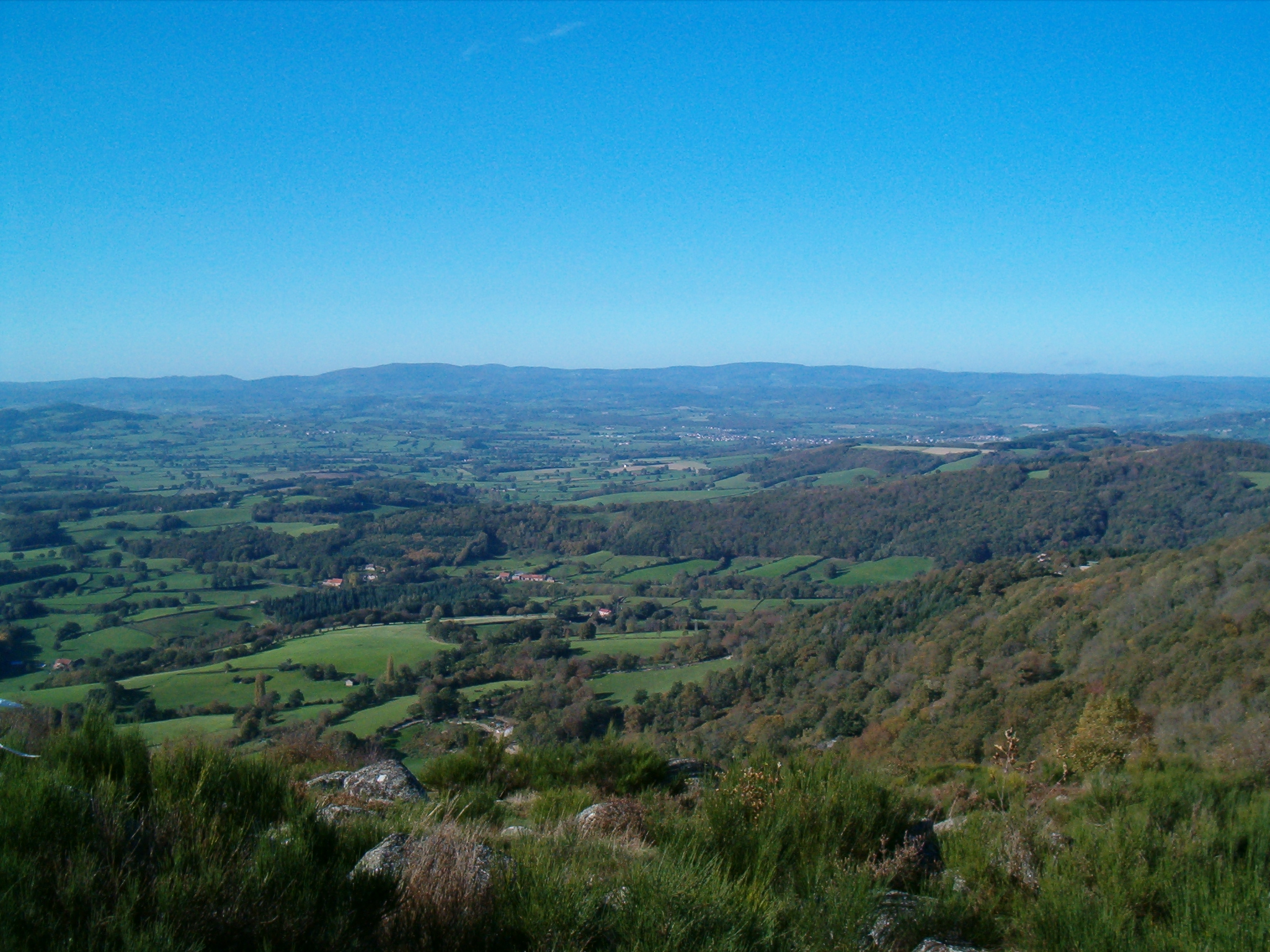
Uitzicht vanaf een punt in Uchon